# Saketi (plaats)
Saketi is een bestuurslaag in het regentschap Pandeglang van de provincie Banten, Indonesië. Saketi telt 4178 inwoners (volkstelling 2010).